# Кароліна Джиннінг
Кароліна Джиннінг Нільссон (народилася 6 жовтня 1978 року) — шведська топ-модель, актриса, письменниця, дизайнерка і телеведуча. Вона почала свою кар'єру як модель у віці шістнадцяти років. Вона брала участь у реаліті-шоу «Будинок великого брата» в 2004 році і стала переможцем цього сезону. К. Джиннінг з тих пір здійснила стрімку кар'єру телеведучої на каналі tv4 та сайті kanal5, а також як художниця та авторка декількох книг. Джиннінг також брала участь у декількох телевізійних шоу, після старшого брата , такі як я Huvudet ре Gynning, і як знаменитість-танцюристка в сезоні реаліті-шоу «Давайте танцювати».

## Дитинство і раннє життя
К. Джиннінг народилася у Хельсінгборг (Швеція) і жила протягом короткого часу в Хеганесе, але провела більшу частину свого дитинства у Фалстербо. Вона була сором'язливою дівчинкою, але все змінилося, коли вона досягла підліткового віку. Кароліна навчалася в середній школі у місті Лунд. У шістнадцятирічному віці її помітив модний фотограф під час очікування на автобусній зупинці в Фалстербо. Під час навчання у вищій школі вона виконала кілька завдань як модель. Через деякий час вона влаштувалася на роботу на міжнародних виставках у Афінах, Мілані та Парижі. Вона жила і працювала за кордоном протягом десяти років в основному як топ-модель. За цей час вона також провела операцію з імплантації грудей, щоб збільшити її груди.

## Кар'єра

### Телеведуча

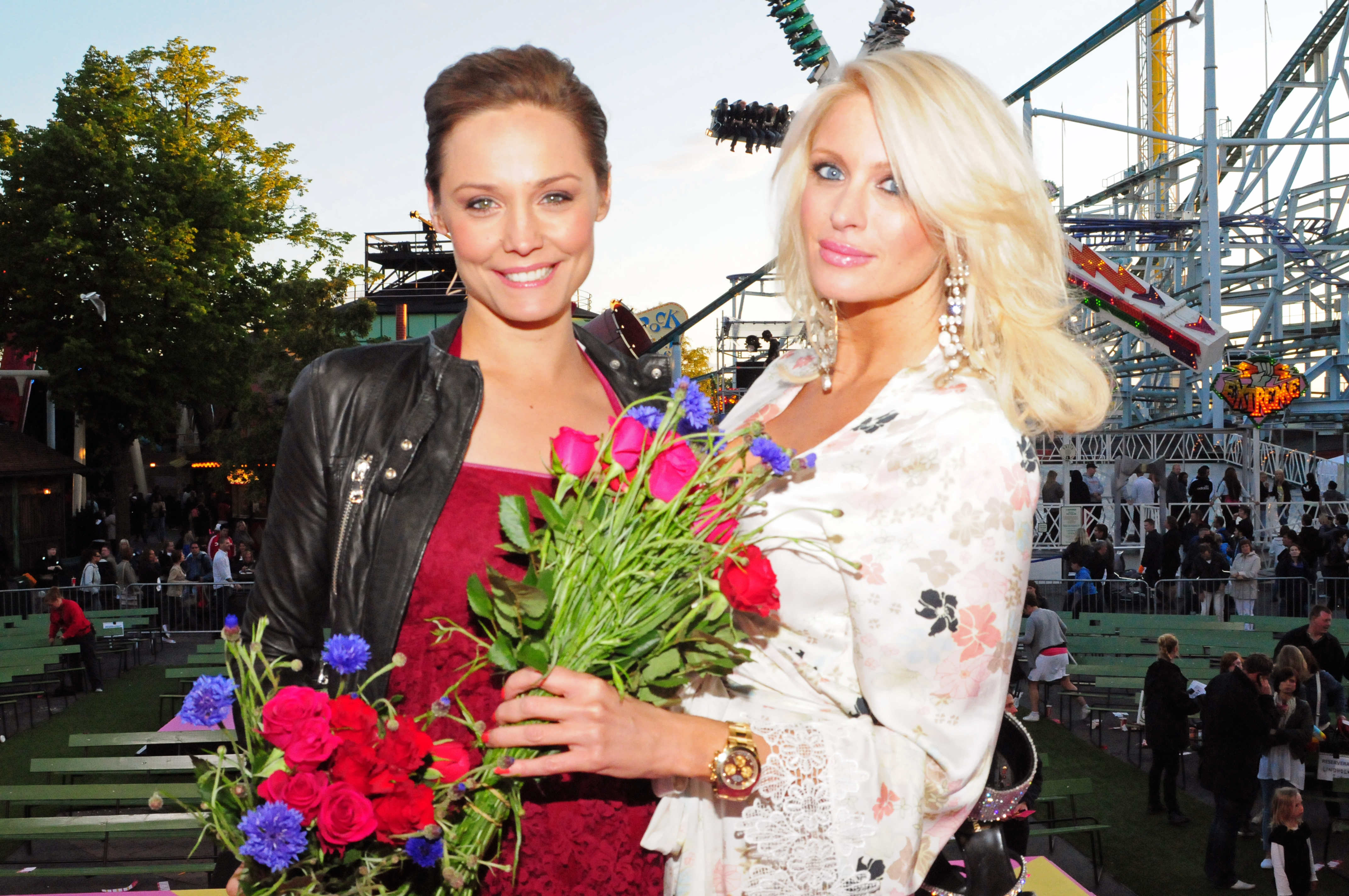
Карина Берг та Кароліна Джиннінг у 2009 році

Після декількох років роботи топ-моделлю, К. Джиннінг виробники шведської версії реаліті-шоу «Великий брат» запропонували увійти до будинку в січні 2004 року, ставши за підсумками сезону переможницею. У 2006 році вона, як знаменитість-танцюристка брала участь в сезоні реаліті-шоу «Давайте танцювати». Вона разом з танцювальним партнером Даніелем Да Сілва, брала участь у першому сезоні шоу, яке транслювалося каналом tv4. Однак, пара вибула вже у другому турі.
Наприкінці 2006 року вона працювала на виставці Формула шоу Viasats Studio F1 разом з Торе Кулгреном та одночасно була однією з п'яти хостесів для телевізійного шоу Förkväll. Впродовж 2007 року К. Джиннінг разом із Кариною Берг пройшла прослуховування для участі в шоу Idol 2007. У 2008 році К. Джиннінг організував власне шоу «I huvudet på Gynning (Inside Gynning's Head)», яке транслювалося на каналі Channel5. Також вона організувала шоу талантів Hitmakers цього ж року на тому ж каналі. Наприкінці 2008 року вона разом із Кариною Берг організували телевізійне шоу Stjärnor på — шведської версії «Зірки на льоду». У 2009 році К. Джиннінг організувала Hjälp! Телепрограма також пройшла на японському телебаченні на телеканалі TV4. У 2013 році вона була однією із знаменитостей-ведучею радіо-шоу Sommar я Р1. У 2014 році, К. Джиннінг була однією із суддів у новому сезоні «Хто має талант 2014» (Talang Sverige 2014) на ТВ3.

### Актриса
За кілька місяців до того, як К. Джиннінг брав участь у будинку Великого Брата, вона знялася у французькому фільмі «Вони одружились і у них було багато дітей». Головну роль зіграв Джонні Депп,, а К. Джиннінг зіграла героя з іменем «Зоя». У фільмі «Блонді» (2012), знятому Джеспером Гансландтом, К. Джиннінг зіграла головну роль разом з акторами, такими як Марі Геранзон, Хелена ан Сандеберг та Александрою Дальстрем.

## Нагороди
К. Джиннінг отримала таблоїдний (бульварний) приз Aftonbladet TV-award  у 2007 році у номінації «Найкраща телеведуча року».
У 2008 році шведська газета " Афтонбладет віднесла К. Джиннінг до найвпливовіших людей у Швеції, поставивши її під номером 37.

## Видалення силіконових імплантантів

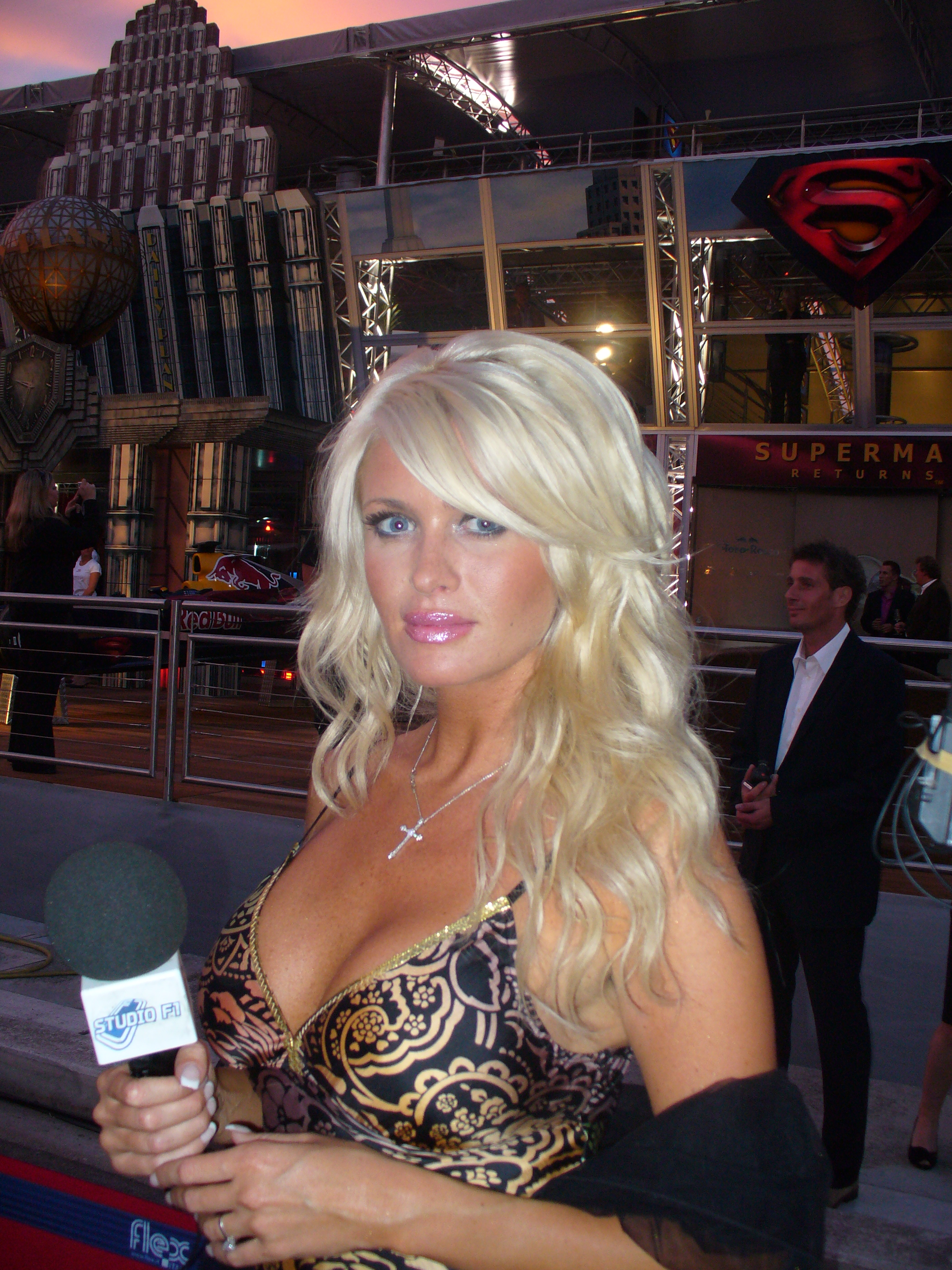
К. Джиннінг на Гран-прі Монако в 2006 році, коли імплантати вже були видалені

У січні 2007 року, К. Джиннінг заявила у ЗМІ, що вона хотіла б зняти і продати свої грудні імплантати, оскільки вона хотіла б зменшити розмір  своїх грудей. На початку лютого 2007 року вона перенесла операцію з видалення імплантатів і Елізабет Олсон Валлін сфотографував їх. Імплантати були поміщені в коробку з плексигласу і продані на аукціоні eBay. Доходи від продажу були передані в благодійну організацію, яка працює з жертвами війни в Руанді.

## Особисте життя
К. Джиннінг народилася у досить творчій сім'ї. Вона є дочкою художниці Агнети Джиннінг. А її брат діда був відомим художником Ларсом Джиннінг, який навчався в Ісаака Грюневальда.
У 2013 році Джиннінг з матір'ю відкрили художню галерею в Мальме.
Джиннінг живе з Александром Лайдекером — менеджер з продажу. У пари є дві дочки, Алісія, що народився в 2012 році та Адель, що народилися в 2014 році. Вони живуть в передмісті Стокгольма, недалеко від узбережжя.

## Робота

### Телевізійна фільмографія
| Рік  | Програма                               | Примітки             |
| ---- | -------------------------------------- | -------------------- |
| 2006 | Студія Ф1                              | Репортер             |
| 2006 | Förkväll                               |                      |
| 2007 | Ідол 2007                              | Ведуча з Карина Берг |
| 2008 | I huvudet på Gynning                   |                      |
| 2008 | Хітмейкери                             |                      |
| 2008 | Stjärnor på is                         |                      |
| 2009 | Hjälp! Jag är med i en japansk TV-show |                      |

### Фільмографія телеведучої
| Років | Програма                               | Примітки           |
| ----- | -------------------------------------- | ------------------ |
| 2004  | Великий Брат                           | Учасники           |
| 2005  | Fångarna форте ре                      | Учасники           |
| 2006  | Давайте танцювати                      | Учасники           |
| 2006  | 45 Minuter                             | Гість              |
| 2006  | Студія Віртанен                        | Гість              |
| 2007  | Кілометр                               | Гість              |
| 2007  | Апарт-готель roomservice (ТБ-програма) | Гість              |
| 2007  | Fråga Олле                             | Гість              |
| 2008  | Vakna мед голос                        | Повторювані оцінки |
| 2008  | Лілла Аль-Fadji І Ко                   | Гість              |
| 2008  | Робінс                                 | Гість              |
| 2008  | Videokväll шалав Луук                  | Гість              |
| 2008  | Після тво                              | Гість              |
| 2008  | Кобра (ТБ-програма)                    | Гість              |
| 2008  | Кумир 2008                             |                    |
| 2009  | Nyhetsmorgon                           |                    |
| 2009  | Årets ТВ-tittare                       |                    |
| 2009  | Grammisgalan                           |                    |
| 2009  | Hjälp! (ТВ-серії)                      |                    |
| 2009  | Sommarkrysset                          |                    |
| 2014  | Таланг Свериге 2014                    |                    |

### Дискографія
| Років | Назва                            |
| ----- | -------------------------------- |
| -     | «Я ніколи не здаюся»             |
| 2008  | «Allt jag tar på blir till guld» |

### Фільми
| Рік  | Фільм                                     | Роль    | Примітки |
| ---- | ----------------------------------------- | ------- | -------- |
| 2004 | Вони одружились і у них було багато дітей | Зоя     |          |
| 2012 | Блонді                                    |         |          |
| 2021 | Трикутник смутку                          | Людмила |          |